# Théâtre Korch

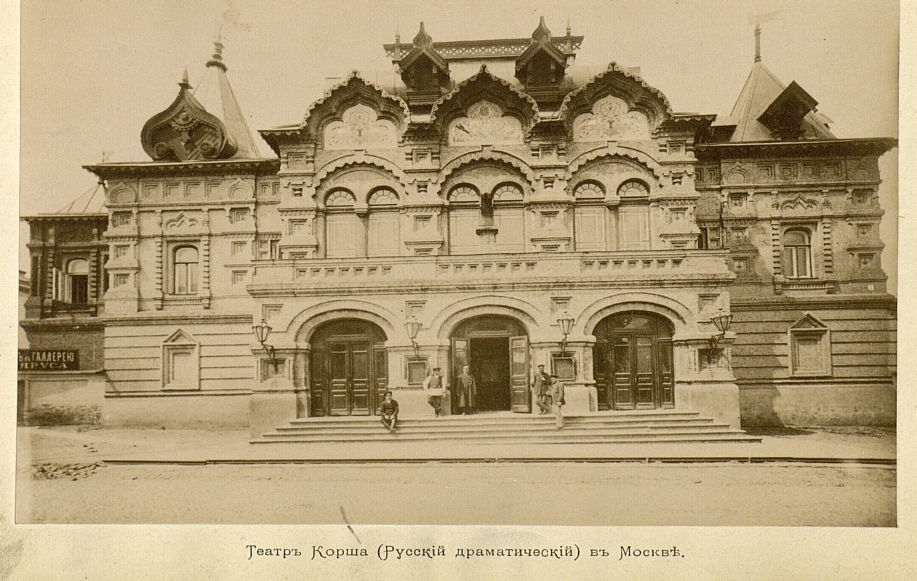

Le Théâtre Korch (En russe Театр Корша), appelé aussi Théâtre russe dramatique, est un ancien théâtre moscovite qui a existé de 1882 à 1933. Son emplacement actuel est occupé par le Théâtre des Nations.

## Histoire
Les débuts du Théâtre Korch, du nom de son fondateur Fiodor Adamovitch Korch (russe: Фёдор Ада́мович Корш), remontent à 1882. Fiodor Korch, juriste passionné par le théâtre, est nommé pour reprendre en main l'ancien théâtre Pouchkine, qui avait fait faillite. Korch finit par fonder un nouveau théâtre à son nom avec les acteurs M. I. Pisarev et V. N. Andreïev-Bourlak, puis devient son unique propriétaire en 1883. 
Au début, le théâtre était situé dans un bâtiment de la rue Kamergerski (qui abrite aujourd'hui le Théâtre d'art de Moscou). En 1885, le théâtre Korch déménage dans un bâtiment en style néo-russe construit sur les plans de l'architecte Mikhaïl Nikolaïevitch Tchitchagov sur un terrain appartenant au riche marchand Bakhrouchine situé rue Bogoslovski (aujourd'hui rue Petrovski). A. A. Bakhrouchine a financé la construction du théâtre à hauteur de 50 000 roubles.
Le théâtre Korch s'ouvre au public le 30 août 1885 avec une mise en scène d'extraits du Malheur d'avoir trop d'esprit (Griboïedov), du Revizor (Gogol) et d' Une place lucrative (Ostrovski). L'année suivante, une représentation complète du Malheur d'avoir trop d'esprit a lieu. Le metteur en scène A. S. Ianov habille ses acteurs selon les canons de la mode des années 1820, s'inspirant pour cela des journaux de l'époque. Le 27 octobre 1886, les Moskovskie Vedomosti consacrent à ce se spectacle un article analytique et ironique.
Le Théâtre Korch se distinguait à son époque par une infrastructure et un équipement dernier cri et l'utilisation de l'électricité. Voici ce qu'en disait par exemple son actrice principale, Alexandra Ïakovlevna Glama-Meschscherskaïa :
« C'était exceptionnel pour l'époque, car même au Malyi et au Bolchoï on utilisait encore le gaz, même s'il est vrai que le nouvel éclairage était loin d'être au point: les lampes éclairaient d'un ton jaunâtre et leur utilisation était peu fiable. Malgré cela, cette nouvelle technique produisait un effet fou. »